# Grand Prix Yvonne Reynders
 (février 2025).
Si vous disposez d'ouvrages ou d'articles de référence ou si vous connaissez des sites web de qualité traitant du thème abordé ici, merci de compléter l'article en donnant les références utiles à sa vérifiabilité et en les liant à la section « Notes et références ».
Le Grand Prix Yvonne Reynders (Grote Prijs Yvonne Reynders en néerlandais) est une course cycliste sur route féminine, en Belgique. Elle a lieu depuis 2022, où elle est classée par l'UCI en 1.1.
La course d'un jour a lieu chaque année le jour de l'Assomption à partir de 2022. Cependant, la première édition est annulée après 39 kilomètres en raison de fortes pluies, ce qui signifie que la première lauréate n'est couronnée qu'en 2023. Jusqu'en 2023 la course est classée en catégorie 1.2 et depuis 2024 elle est en catégorie 1.1. Le parcours est travé sur un circuit plat à travers la ville de Herentals, au centre de la Belgique.
La course est organisée par le « Café Welkom Veloclub » de Noorderwijk, un quartier de Herentals. Il porte le nom de l'ancienne cycliste Yvonne Reynders.

## Palmarès
| Année | Vainqueur         | Deuxième     | Troisième           |
| ----- | ----------------- | ------------ | ------------------- |
| 2023  | Eline Van Rooijen | Sanne Cant   | Kirstie van Haaften |
| 2024  | Scarlett Souren   | Evy Kuijpers | Femke Beuling       |
| 2025  |                   |              |                     |